# 橘家花喬
橘家 花喬（たちばなや かきょう）は、落語家の名跡。
- 橘家花喬 - のちの9代目司馬龍生。
- 橘家花喬 - 本項にて記述。

橘家 花喬（たちばなや かきょう）は、落語家。本名は宇川 善美。

## 経歴
- 最初は初代三遊亭萬橘門下で萬治。
- その後4代目麗々亭柳橋門下で桃太郎となる。
- 4代目橘家圓喬門下で花喬となった。
- のちに自害。